# Graeme Swann
Graeme Peter Swann (Northampton, Northamptonshire, 24 de marzo de 1979) es un ex criquetista británico. Nacido en Northampton, asistió a la Escuela Sponne en Towcester, Northamptonshire. Fue principalmente un offspinner de brazo derecho, y también un bateador capaz con cuatro siglos de primera carrera, con frecuencia se alineaba en el segundo slip. Después de jugar inicialmente para su condado natal Northamptonshire, para quien debutó en 1997, se mudó a Nottinghamshire en 2005.
Swann jugó un solo One Day International contra Sudáfrica en 2000, antes de perder su lugar en el equipo. Siete años después fue elegido para acompañar a Inglaterra en su gira por Sri Lanka como segundo jugador de bolos, junto con Monty Panesar, y posteriormente consolidó un lugar regular en el equipo de pruebas de Inglaterra, jugando durante la victoria de Inglaterra 2-1 en el Ashes 2009. En diciembre de 2009, se convirtió en el primer spinner inglés en tomar 50 terrenos en un año, que culminó en premios consecutivos para hombres en las dos primeras Pruebas de la gira de Sudáfrica y subiendo al tercer lugar en el ranking mundial de jugadores de bolos.
En marzo de 2010, Swann se convirtió en el primer lanzador inglés desde Jim Laker en tomar 10 terrenos en un partido cuando logró la hazaña en la victoria de Inglaterra en la primera Prueba en Bangladés. En mayo, fue nombrado Jugador de Críquet del Año del BCE. En 2011, Swann formó parte del equipo de Inglaterra que obtuvo el primer lugar en el cricket de prueba y entre julio y octubre de ese año fue el jugador de bolos número uno en ODI. Durante la pérdida de la serie Ashes 2013-14, se retiró del cricket internacional el 21 de diciembre de 2013 con efecto inmediato.

## Carrera

### Primeros años (1998–2007)
Swann comenzó su carrera doméstica en Northamptonshire. Cuando era adolescente, formó parte del equipo ganador de la Copa Mundial Sub-19 en 1998, un torneo que participó en Sudáfrica (junto a los futuros jugadores de Inglaterra, Owais Shah y Robert Key).

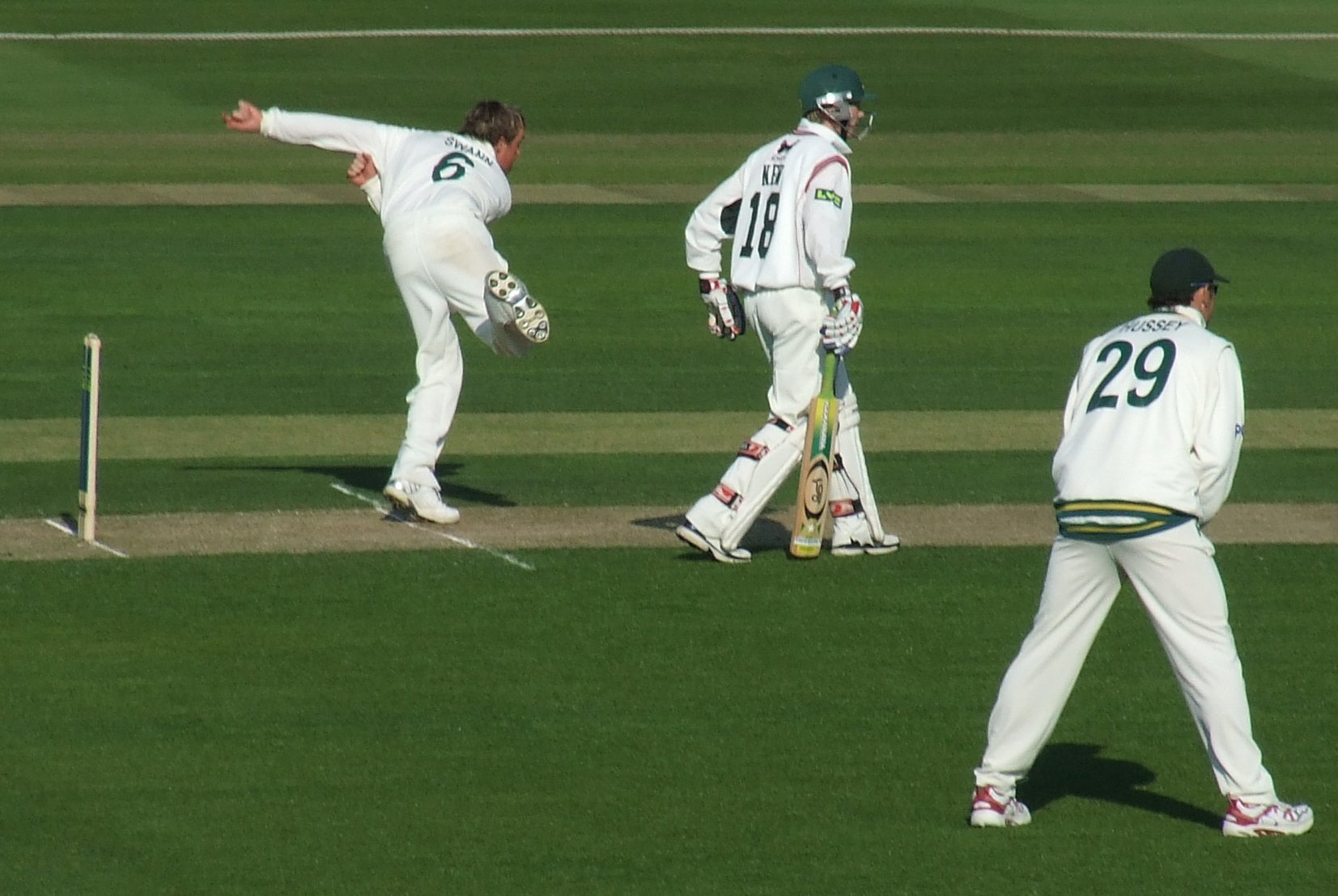
Lanzamiento de Swann para Nottinghamshire contra Leicestershire en 2007.

Contra Leicestershire en 1998 anotó 92 y 111, realizó su primera mitad de siglo y siglo. Al recorrer Sudáfrica y Zimbabue con el equipo A de Inglaterra ese invierno, Swann tomó 21 wickets en 25.61 y promedió 22 con el bate. Wisden comentó:

Swann hizo girar la pelota apreciablemente y emergió como un candidato definitivo para la elevación. Él tenía el potencial para convertirse en un verdadero jugador versátil, con una amplia gama de golpes atractivos, aunque necesita usarlos de forma más selectiva.

En 1999, Swann fue llevado al equipo de Inglaterra para la Prueba final contra Nueva Zelanda. No jugó, pero apareció en un ODI contra Sudáfrica después de una lesión a Ashley Giles. Esta gira también lo vio perder el autobús del equipo una vez debido a quedarse dormido.
En cricket nacional, Swann obtuvo su puntaje más alto de primera clase de 183 en 2002, compartiendo una asociación de 318 con el capitán de Northants, Mike Hussey (310 no fuera).
Se mudó a Nottinghamshire en 2005, y terminó la temporada de 2007 con 516 carreras y 45 wickets, lo que lo llevó a retirarse al equipo de Inglaterra contra Sri Lanka. Mientras Inglaterra cayó pesadamente en la derrota durante el primer partido, Swann bateó 34 para sellar la victoria en el segundo, y tomó cuatro para 34 y golpeó a 25 en el tercero ya que Inglaterra tomó una ventaja de dos uno en la serie.
Siguió una gira infructuosa de Nueva Zelanda, y Swann no pudo ocupar un lugar en el lado del ODI de Inglaterra. Permaneció en el equipo pero se enfrentó a una dura competencia de Samit Patel, quien ya había obtenido su primer acarreo de cinco widgets de ODI, contra Sudáfrica en su tercer partido.

### Avance de prueba (2008–2009)
Después de una pérdida de forma por Monty Panesar, junto a quien Swann había jugado para Northamptonshire, Swann hizo su debut de test contra India en diciembre de 2008, e hizo un impacto inmediato, descartando Gautam Gambhir con su tercera entrega y Rahul Dravid con su sexta, ambas partes antes de wicket, convirtiéndose así en el segundo jugador en la historia de la prueba después de Richard Johnson (también para Inglaterra) para tomar dos wickets en su primer test.
En el tercer test en las Indias Occidentales en febrero de 2009, regresó al redil del test siguiendo la forma pobre de Panesar, y en este partido obtuvo su primer recorrido de cinco wicket en un test, 5 por 57 en las primeras entradas de las Indias Occidentales, incluyendo dos wickets en dos bolas. Esta fue la segunda mejor actuación de cualquier spinner en Antigua. Swann también recolectó cinco wickets en la primera de las entradas de las Indias Occidentales en el cuarto test.
Además de una puntuación de 63 no bateo a las 9, tomó seis wickets más en la primera prueba de casa de 2009, de nuevo contra las Antillas, en Lord's. Esto incluyó tres para dieciséis en cinco overs en la primera posibilidad, eliminando a Devon Smith, Shivnarine Chanderpaul y Brendan Nash.
Al final de la serie de un día contra la misma oposición, los jugadores de Inglaterra pudieron unirse a sus condados en la preparación del torneo ICC World Twenty20 2009. Swann dio buena cuenta de sí mismo en el World Twenty20, jugando bochornosamente para sus cinco terrenos, «mientras mostraba la pasión por jugar para su país que», según el periodista Nick Hoult, «lo relaciona con los seguidores de Inglaterra».

### The Ashes (2009)

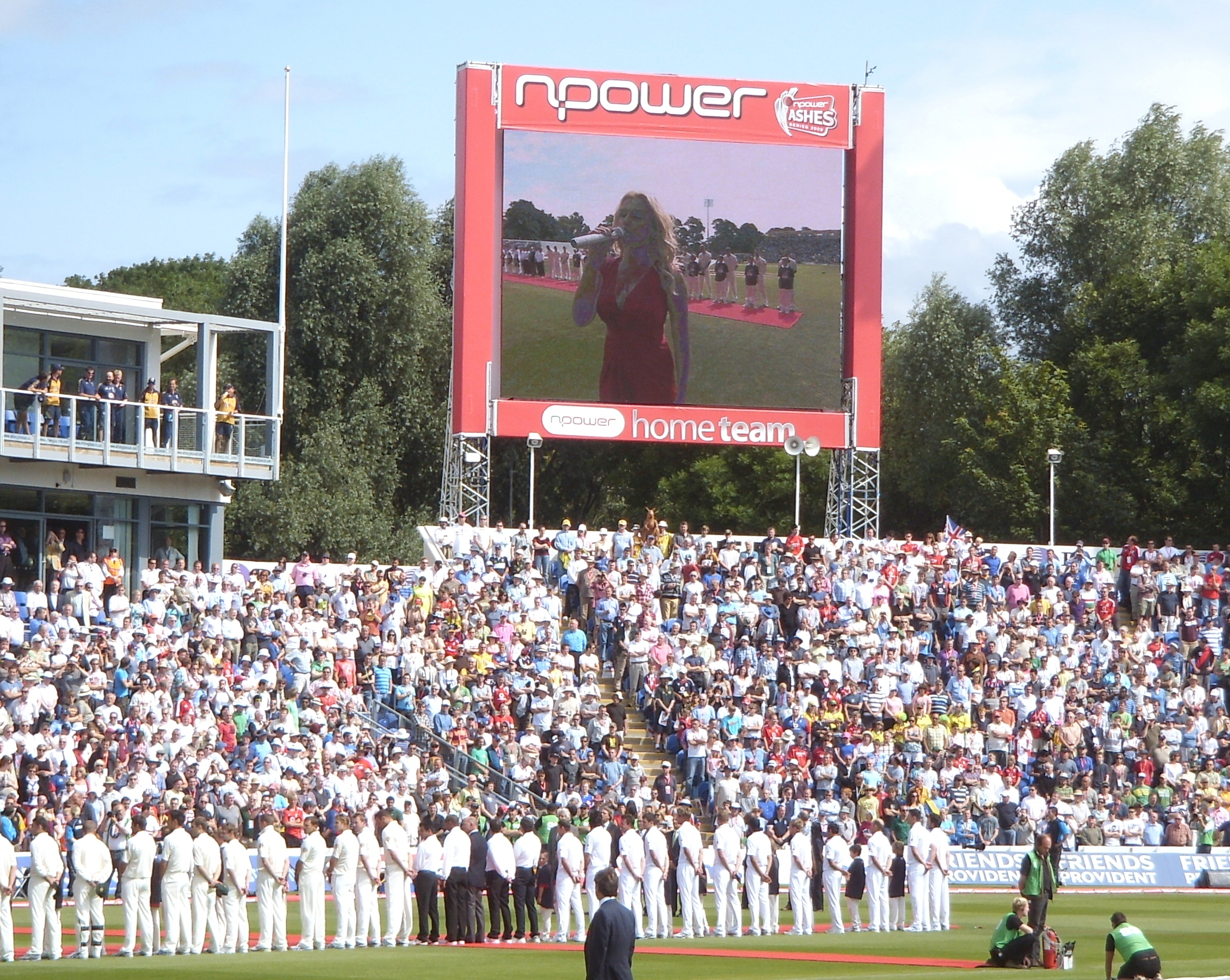
Los jugadores se alinearon al comienzo del Ashes 2009. Inglaterra ganó la serie 2-1, recuperando el trofeo de Australia.

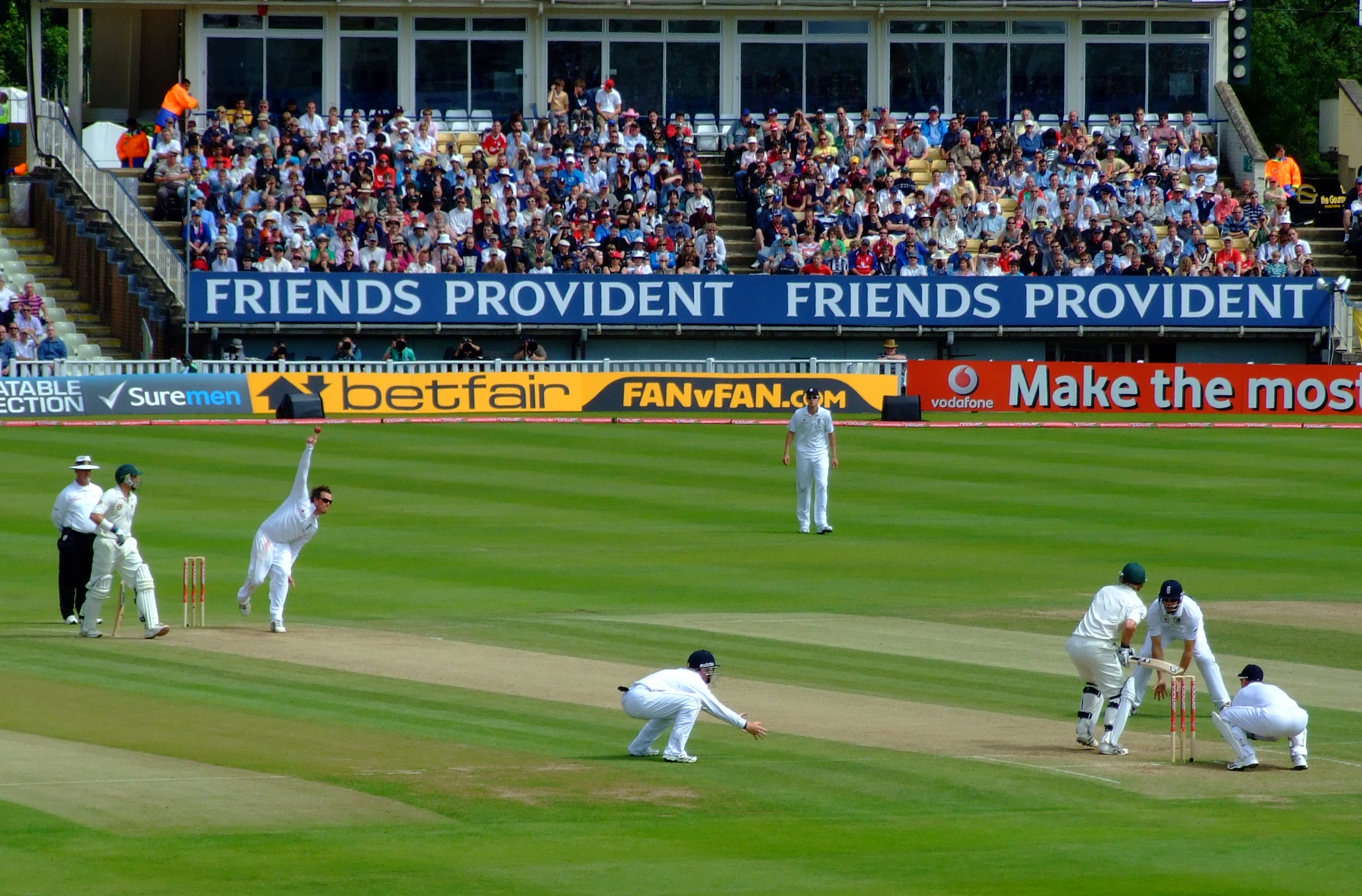
El lanzamiento de Swann durante la tercera prueba del Ashes 2009.

Swann había hecho lo suficiente en el año anterior al Ashes de 2009 para ser considerado el principal spinner de Inglaterra, superando a Panesar. La pregunta pertinente no era si Swann jugaría, sino cuál de Panesar y Adil Rashid, los otros dos spinners del equipo de Inglaterra, jugarían con él. Luego pasó a jugar en los cinco partidos de la serie. Panesar fue seleccionado para la primera prueba, pero sus bolos no impresionaron y fue descartado por el resto de la serie, dejando a Swann como el único jugador de Inglaterra.
En el primer Test en Sophia Gardens, Swann bateó un first-innings de 47 no fuera de 40 bolos. Su boliche fue anodino, no pudo recoger un terreno en 38 overs en las únicas posibilidades de Australia, en el que acumularon 674 por 6 declarados con cuatro centuriones, pero su segunda entrada de 31 ayudó a Inglaterra a salvar un empate, ya que Australia no pudo tomar el último wicket con Panesar y James Anderson en el pliegue.
En Lord's, Swann formó parte del primer innings de Inglaterra desde 302 para 3 (Andrew Strauss 161) a 425, y solo se le exigió que derrotara a uno en la primera entrada de Australia, ya que los seamers de Inglaterra se combinaron para derribar a Australia por 215. Sin embargo, en la segunda entrada de Australia, después de que Michael Clarke y Brad Haddin lograron un objetivo gigantesco de 522 carreras como posible, Swann combinó con Andrew Flintoff (5 de 92) para derribar a Australia, tomando el terreno clave de Michael Clarke para 136. Swann tomó el postulado final de Mitchell Johnson, lanzó para 63, para terminar con una segunda posibilidad de 4 para 87 y completar la primera victoria de Inglaterra contra Australia en Lord's desde 1934.
En Edgbaston, a Swann solo se le exigió que bateara dos overs en la primera entrada, pero no obstante hizo el primer gran avance de Inglaterra, atrapando a Simon Katich antes del wicket para terminar una asociación inicial de 85 carreras. Con el bate, contribuyó con 24 de 20 balones, ya que el orden de la mitad inferior de Inglaterra impulsó al equipo a una ventaja de 113 carreras en la primera entrada, y con Inglaterra persiguiendo la victoria limpió a Ricky Ponting con un brusco contraataque, pero en el último día su el boliche fue anodino, y no pudo tomar otro terreno, ya que Australia empató el partido con facilidad, perdiendo solo tres terrenos en el último día.
En Headingley Swann hizo un duck en el colapso de primeras innings de Inglaterra a 102 en total, y no pudo tomar un postulado en el total de 445 de Australia. En la segunda posibilidad pegó un desafiante de 62 pero no pudo evitar una derrota de entradas.
Inglaterra por lo tanto progresó al Oval con el nivel de la serie en 1-1 y con una victoria requerida para recuperar el Ashes. Swann tomó 4 de 38, combinándose con Stuart Broad (5 de 37) para sacar a Australia por 160. Lanzó un 63 de 55 bolas en la segunda entrada de Inglaterra, compartiendo una asociación de 13 sobre 90 con el debutante Jonathan Trott (119).
En el último día de la serie, Swann hizo el primer avance de Inglaterra en la cuarta parte del día, atrapando la pierna de Simon Katich antes del wicket. Él reclamó cifras de 4 por 120, llevando su cuenta de wickets a ocho en el partido, incluyendo el wicket final, Mike Hussey atrapado en la pierna corta por Alastair Cook por 121, para hacerse con la serie Ashes. Terminó la serie con un total de 249 carreras (cuarto en la lista de Inglaterra) en un promedio de 35.57 y 14 terrenos (segundo entre los jugadores de bolos de Inglaterra solo para Stuart Broad).
Después del Ashes, las dos partes se enfrentaron en una serie ODI de siete partidos. Después de perder los primeros seis, Inglaterra logró una victoria en el último partido; Swann tomó 5/28 en el partido, su primer lanzamiento de cinco terrenos en ODI.

### Sudáfrica y Bangladés (2009–2010)

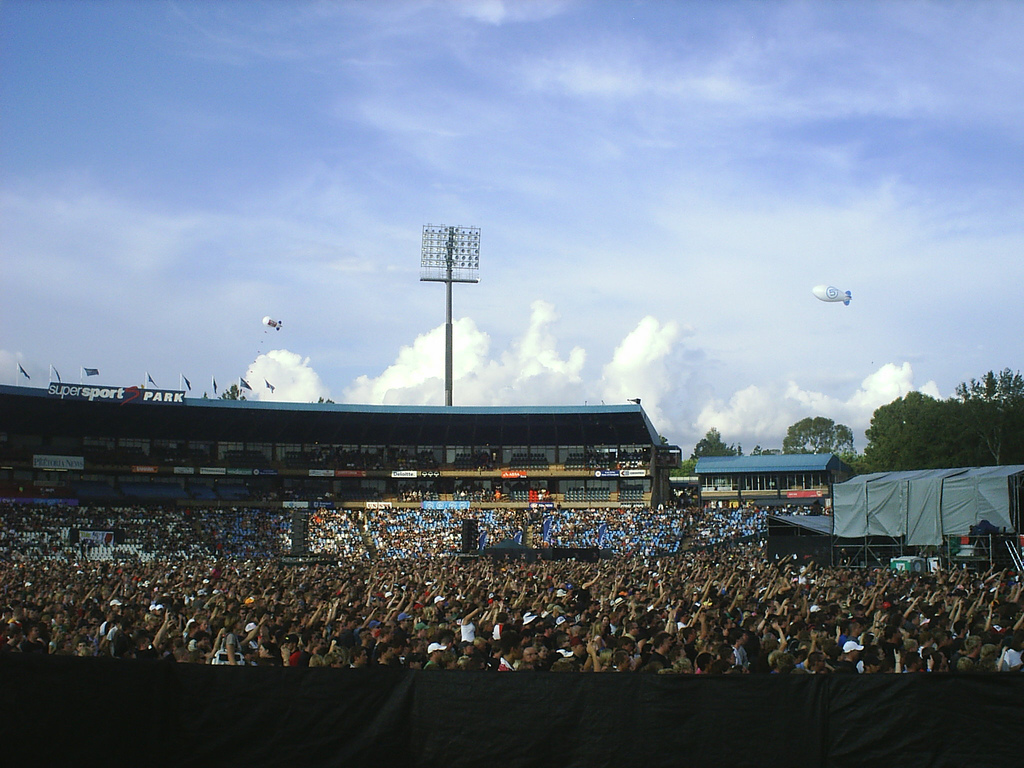
Centurion Cricket Ground, donde Swann anotó sus mejores entradas de prueba de 85 en diciembre de 2009 y fue galardonado con un premio «Man of the Match» por su rendimiento completo.

En diciembre, Inglaterra recorrió Sudáfrica para una serie de cuatro pruebas. Se esperaba que fuera una competencia cerrada, la serie estaba empatada 1-1. Swann contribuyó con 21 terrenos, y fue el líder en tomar wickets en cualquiera de los dos bandos en un país que históricamente no era idóneo para hacer girar los bolos. Ashwell Prince sufrió en particular contra los bolos de Swann y este lo destituyó tres veces de cinco entregas. Su bateo de orden inferior también resultó útil, ayudando a salvar un partido, y su mejor golpe de 85 en el primer partido fue el puntaje más alto de las entradas de Inglaterra. Su actuación en el segunda test significó que Swann terminó su primer año completo de cricket de prueba ocupando el tercer lugar en la clasificación mundial de bolos, detrás de Dale Steyn y Mitchell Johnson. Además de los premios «Man of the Match» en la primera y la segunda prueba, Swann recibió un «Tied Man of the Series» junto con Mark Boucher.
La siguiente misión de Inglaterra fue una gira por Bangladés en marzo de 2010. La serie ODI fue un encubrimiento de 3-0 para Inglaterra, con Swann tomando siete wickets, detrás del mariscal Tim Bresnan con ocho. Incluso con un lado debilitado, aprovechando la oportunidad para los nuevos jugadores, se esperaba que Inglaterra ganara fácilmente la serie de pruebas de dos partidos. En el primer partido, Swann llevó a su maiden de diez wicket en Pruebas; era la primera vez que un off-spinner había tomado diez wickets en un partido para Inglaterra desde que Jim Laker tomó 19 contra Australia en Old Trafford en 1956. El lanzamiento en Chittagong ofreció poco para los jugadores de bolos rápidos, dejando a Swann con la mayor parte del trabajo. El rendimiento, que reclama 10/217 de 78.3 overs, le valió el premio «Man of the Match» y lo elevó al segundo lugar en la clasificación de bolos de prueba de la ICC. Reclamando seis wickets en la segunda Prueba para guiar a Inglaterra a una blanqueada de 2-0, Swann fue nombrado el Hombre de la Serie.

### World Twenty20 de 2010

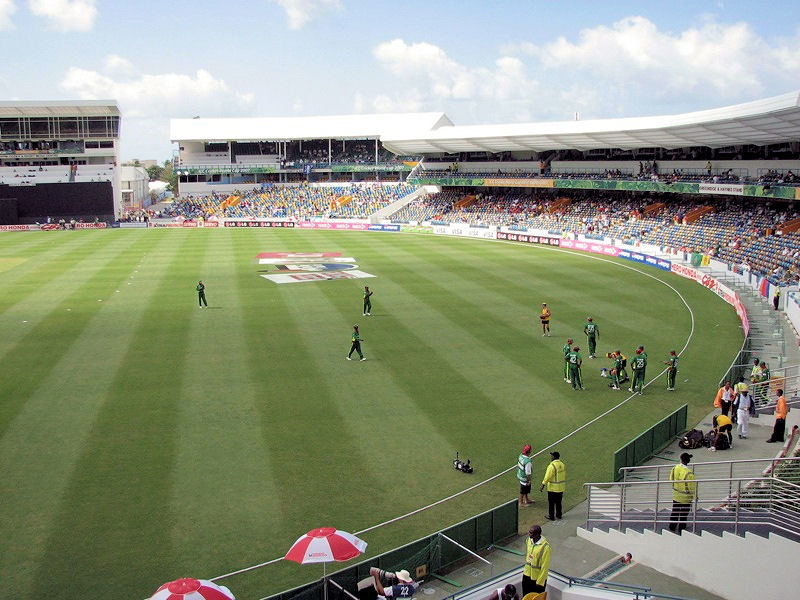
El Óvalo de Kensington en Barbados organizó la final del Mundial 2010 Twenty20, que Inglaterra ganó por siete wickets.

Swann fue seleccionado en el escuadrón de 15 hombres de Inglaterra para el World Twenty20 de 2010 en las Indias Occidentales. Durante el torneo, Swann jugó en todos los partidos de Inglaterra, incluida la final contra Australia, donde despidió al capitán de Australia, Michael Clarke, por 27 en su camino a las cifras de 1/17 de sus 4 overs. En el campo, sorprendió a Shane Watson en los resbalones después de que el wicketkeeper Craig Kieswetter rechazara el balón hacia Swann. Swann terminó el torneo con 10 wickets en un promedio de 14.40, con las mejores cifras de 3/24 contra Sudáfrica en los súper ochos. Las actuaciones de Swann ganaron aplausos generalizados por su capacidad de adaptarse a las diferentes formas del juego y de mantener el control sobre sus bolos. En mayo, fue nombrado «Jugador de Cricket del Año» del BCE. El BCE declaró su carrera internacional como un «notable 12 meses en el que su ataque ofensivo y su bateo de bajo rango han sido decisivos en uno de los años más exitosos que jamás haya conocido el equipo de cricket de Inglaterra».

### Pakistán (2010)
Pakistán recorrió Inglaterra en agosto y septiembre. Swann estuvo siempre presente en los cuatro partidos de la serie de pruebas en las que Inglaterra ganó 3-1, aunque solo fue necesario derribar dos overs en la primera prueba cuando los selladores derrotaron a Pakistán por 182 y 80. Swann tampoco fue requerido en las primeras entradas de la segunda prueba en Edgbaston, antes de tomar las mejores cifras de la prueba de 6-65 en la segunda posibilidad, ya que Inglaterra tomó una ventaja de 2-0 en la serie. En The Oval, Pakistán ganó por 4 wicketsaunque Swann tomó cifras de partidos de 7-118. En una prueba notable en Lord's, Inglaterra ganó por una entrada y 225 carreras de victoria, a pesar de estar 102-7 en sus entradas, con Swann tomando 4-12 y 5-62. El último logro vio su nombre ir en el Lord's Honours Boards por primera vez, sin embargo, el partido fue eclipsado por las denuncias de los periódicos de los jugadores de Pakistán que participan en el arreglo de puntos.

### Ashes de 2010–11
Inglaterra recorrió Australia durante el invierno para la serie de Ashes, Inglaterra ganó la serie 3-1 con Swann jugando un papel vital en la celebración de un final. Tuvo éxito en la segunda prueba en Adelaide tomando 7 wickets en el partido y un partido ganando 5 acarreos. Terminó la serie con 15 wickets en un promedio de 39,80, economía de 2,72 y una tasa de paro de 87,6, estas cifras son mucho mayores que la de los varios spinners australianos, Xavier Doherty y Michael Beer, con este último haciendo su debut en el prueba final en Sídney. Graeme Swann jugó un papel fundamental en el éxito de la serie de Inglaterra, con el control y sus habilidades para tomar wicket cuando sea necesario. Terminó el 2010 como Inglaterra retuvo y luego ganó la serie Ashes en Australia, como el segundo jugador de bolos mejor clasificado en el mundo del cricket, y el mejor jugador de bolos.

### Copa Mundial y temporada inglesa de 2011

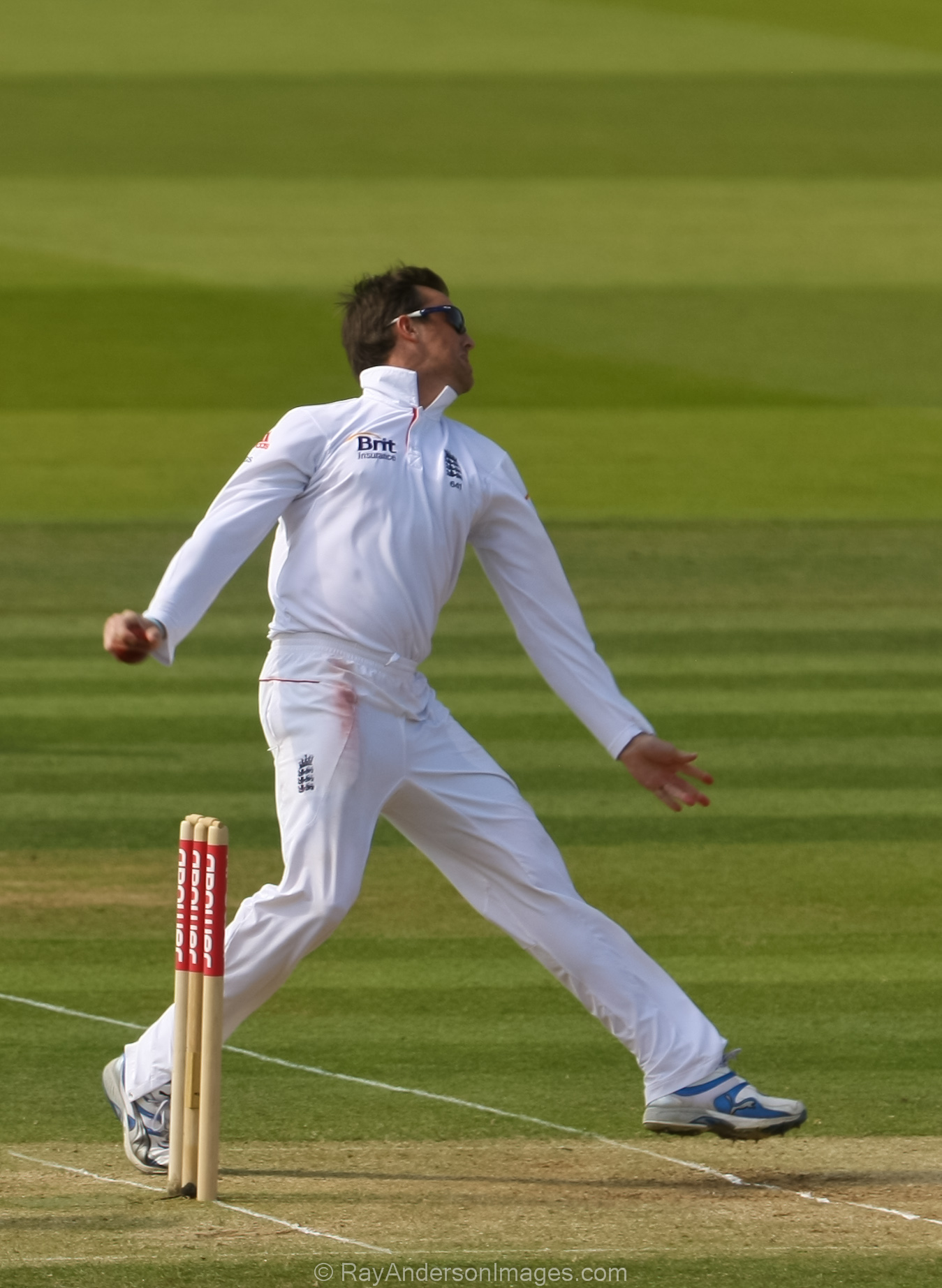
Bowling de Swann contra Sri Lanka en Lord's en junio de 2011.

Bangladés, India y Sri Lanka fueron sede de la Copa Mundial 2011 entre febrero y abril. Inglaterra seleccionó tres spinners en su escuadrón de 15 hombres, incluido Swann. Inglaterra fue noqueada en cuartos de final. Con 12 wickets de siete partidos, Swann terminó como el wicket-taker más alto de Inglaterra en el torneo. Sri Lanka recorrió Inglaterra en mayo. En el primer Test Swann tomó 7/82 para ayudar a Inglaterra a una victoria de entradas. Después de ganar el primer partido, Inglaterra empató el segundo y el tercero para ganar la serie. Swann fue el segundo jugador de bolos más productivo de la serie, teniendo 12 terrenos en la serie a un promedio de 23.58, y fue clasificado como el segundo mejor jugador de bolos de prueba en el mundo. Inglaterra ganó la siguiente serie ODI de cinco partidos por 3-2. Swann tomó ocho wickets y en el proceso ascendió al puesto número 1 en el ranking de jugadores de bolos ODI de la ICC. Era la primera vez desde Steve Harmison en 2004 que un jugador de bolos de Inglaterra había ocupado el puesto número 1 en el Test de cricket o ODI.
La India realizó una gira en julio. Al ganar las tres primeras pruebas, Inglaterra depuso a India como el equipo de prueba número 1 y tomó su lugar. El ataque de la costura de Inglaterra molestó a los bateadores de la India, dejando a Swann poco por hacer y se vio limitado a cuatro wickets a un costo de más de 80 carreras cada uno de los primeros tres partidos. Sin embargo, en la prueba final, la fortuna de Swann cambió y tomó nueve wickets, incluyendo su undécima carrera de cinco wickets en pruebas, para ayudar a Inglaterra a una victoria de entradas y tomar la serie en una blanqueada de 4-0. Se esperaba que un grupo de caras nuevas en el equipo de la India para la siguiente serie ODI demostrara ser un nuevo desafío, sin embargo, Inglaterra ganó la serie con 3-0. Swann lideraba el wicket-taker en la serie, con ocho. Cuando las Antillas recorrieron en septiembre dos T20I. Tanto el capitán regular como el vicecapitán, Stuart Broad y Eoin Morgan, respectivamente, resultaron heridos en ese momento y Swann lideró al equipo en su ausencia. Inglaterra recorrió India en octubre por cinco ODI. Después de tomar dos terrenos de cuatro partidos, e Inglaterra perdió la serie 5-0, Swann cayó a la tercera posición en el ranking de jugadores de bolos ODI de la ICC.

### Giras de los Emiratos Árabes Unidos y Sri Lanka 2012
El nuevo año comenzó con la gira de los Emiratos Árabes Unidos en la que jugaron tres Pruebas y cinco ODI contra Pakistán. Inglaterra perdió las tres Pruebas mientras sus bateadores luchaban por adaptarse a los lanzamientos asiáticos, particularmente los bolos de Saeed Ajmal fuera de línea. En las superficies que se adaptan al spin bowling, 75 terrenos en la serie cayeron a spinners. Reclamó 13 wicketsen un promedio de 25.07, y cayó al sexto en la clasificación de la prueba de bolos de la ICC. Inglaterra se recuperó para completar un encubrimiento 4-0 en la siguiente serie de ODI, y Swann contribuyó con dos wicketsen tres partidos.
Swann fue uno de los 144 jugadores que anunciaron sus nombres para la subasta antes de la Indian Premier League 2012; aunque fue uno de los tres jugadores que obtuvieron el mayor precio de reserva posible de $400,000, no fue comprado por ninguna de las franquicias. Inglaterra recorrió Sri Lanka para dos pruebas a partir de marzo. La serie empató 1-1 y Swann tomó diez wickets en la victoria de Inglaterra en la segunda prueba. Su valía para el equipo fue reconocida cuando la Professional Cricketers' Association nombró a Swann como el «Most Valued Player» de Inglaterra en la temporada de invierno y le otorgó un premio de £2,000. Hablando del premio, Swann dijo: «Es agradable ganar cualquier premio, pero es especialmente agradable ganar uno donde se compara con sus compañeros de equipo en estadísticas difíciles».

### Problemas de codo y recuperación (2012–13)

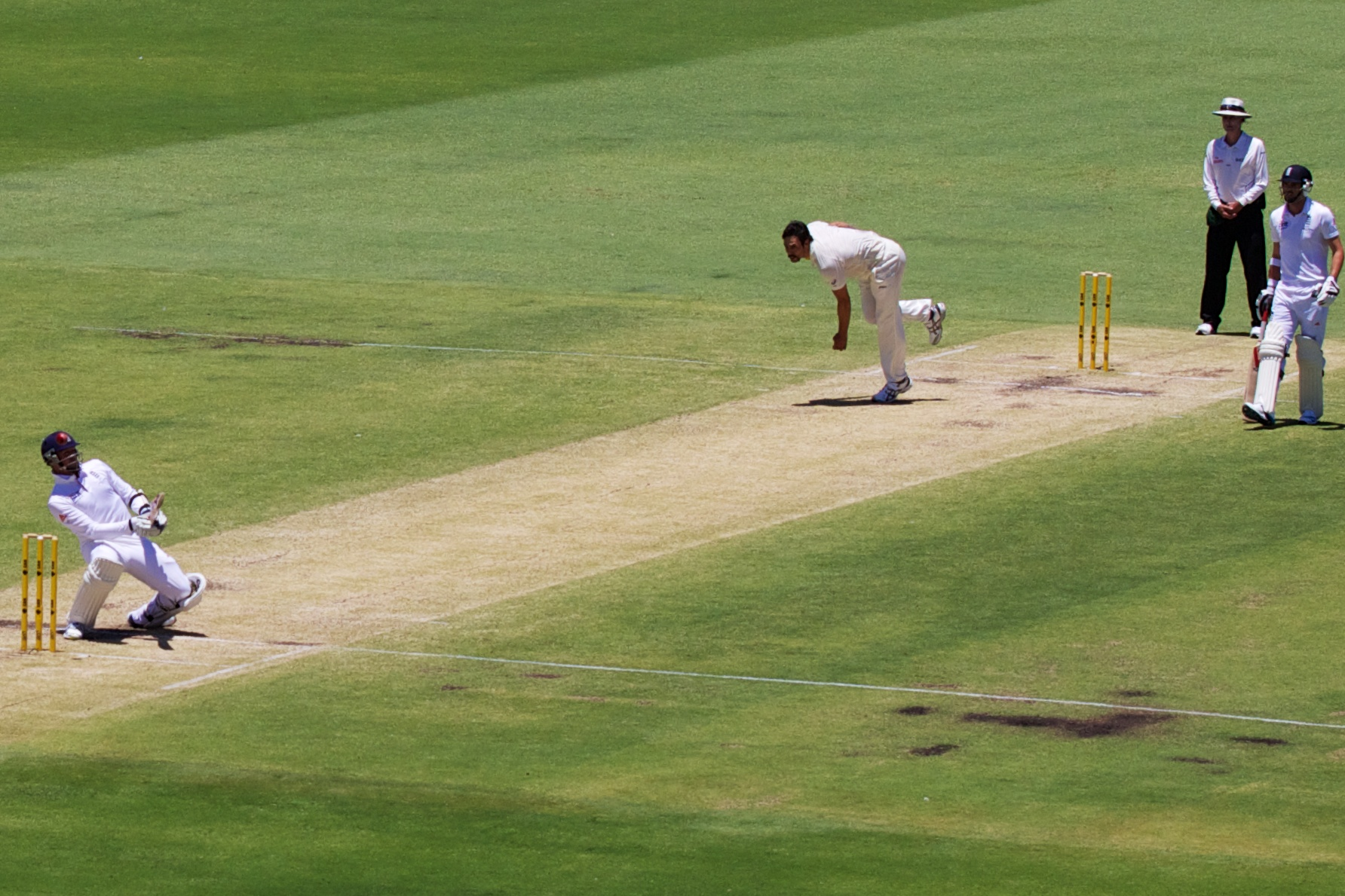
Swann bateo durante el Ashes 2013-14 en Australia.

La gira de Sudáfrica por Inglaterra fue anunciada en la prensa como el choque de los dos mejores equipos de pruebas en el mundo del cricket. Aunque Inglaterra había perdido contra Pakistán y empatado con Sri Lanka en el invierno, se esperaba que las condiciones inglesas favorecieran a sus jugadores de boliche y el giro jugaría un papel menos significativo en la serie. En Headingley Inglaterra optó por un ataque de bolos a toda velocidad, dejando a Swann fuera del equipo por primera vez en 43 pruebas. En el caso de que Kevin Pietersen fuera convocado para lanzar 16 overs en el partido y tomó 4 wickets con sus descansos a tiempo parcial y Swann fue inmediatamente retirado a un lado. Inglaterra perdió la serie de tres pruebas 2-0, y Sudáfrica se hizo cargo como el equipo de prueba número 1. Swann terminó con 4 wickets (tantos como Pietersen en un partido) a un promedio de 77. Swann descansaba en los últimos tres partidos de los cinco juegos de la serie ODI contra Sudáfrica, que se produjo debido a un problema con el codo y fue reemplazado en el equipo por Kent. James Tredwell había reemplazado previamente a Swann en ODIs cuando este último no estaba disponible o descansado.
En septiembre y octubre, Sri Lanka fue sede del ICC World Twenty20 2012. Inglaterra fue el campeón defensor, pero fue noqueado en la etapa de Super 8 después de perder tres de sus cinco partidos. Swann jugó en los cinco partidos, manejando siete wickets y fue la segunda mejor igualdad de oportunidades del equipo detrás del veloz jugador de bolos Steven Finn.
La recurrencia de una antigua lesión en el codo evitó que Swann se uniera a Inglaterra en la gira de Nueva Zelanda en marzo de 2013. Panesar tomó su lugar como líder en el costado, pero logró solo 5 wickets costando 70 carreras cada uno mientras Inglaterra sacaba la serie de tres pruebas de 0-0. Después de someterse a una cirugía en su codo, Swann estaba en condiciones de regresar a un lado cuando Nueva Zelanda recorrió Inglaterra en mayo y junio de 2013.
El 21 de diciembre de 2013, Swann anunció su retiro del cricket. En este punto, Inglaterra estaba 3-0 abajo en la serie Ashes 2013-14.

## Estilo de lanzamiento
Swann es conocido por ser un spinner atacante, generalmente entregando la pelota con mucho vuelo y rebote. Él también es capaz de sutiles cambios de ritmo. A diferencia de muchos off-spinners contemporáneos, no suele jugar al doosra. En cambio, sus variaciones incluyen una bola del brazo bien desarrollada, y también una entrega de control deslizante/deslizador que ha apodado su «bola de platillo volante» que gira alrededor de su eje vertical y generalmente rebota de forma recta. Swann también notó que tiene un agarre muy diferente al agarre del libro de texto de simplemente apoyar la punta del dedo índice y el dedo medio en la costura. Él atasca la costura hasta sus segundos nudillos y casi sale como un googly en el dorso de la mano en el lanzamiento. Debido a esto, puede separar los dos dedos muy separados. El comentarista Peter Roebuck sugirió en marzo de 2010 que el éxito de Swann se debe tanto a su actitud como a su habilidad:

Juega al cricket como un hombre ansioso por una chatarra y no le molestan las exquisiteces. Se inclina como un hombre que espera tomar portillos y sin saber que el destornillador ha sido enviado al cubo de la basura (en cualquier caso, a menos que haya sido respaldado por una bola misteriosa o un transporte curioso y un progreso desconcertante). Swann no tenía esa arma a su disposición y aún se elevó a la cima.

## Strictly Come Dancing
El 15 de agosto de 2018, se anunció que Swann sería un concursante en la serie 16 de Strictly Come Dancing, siendo emparejado con la bailarina profesional Oti Mabuse. Ellos fueron la novena pareja eliminada de la competencia, quedando en el séptimo puesto.

## Vida personal
Swann se casó con su esposa Sarah el 29 de enero de 2010. Viven en Nottingham con sus dos hijos, Wilfred (nacido el 17 de febrero de 2011) y Charlotte (nacida el 18 de octubre de 2012). También está interesado en el fútbol y reveló en Football Focus  de la BBC que apoya a Newcastle United y Blyth Spartans.
Es el cantante principal de la banda de rock Dr Comfort and the Lurid Revelations, que toca covers en conciertos en Nottinghamshire.
El 2 de abril de 2010, la policía lo detuvo en West Bridgford, Nottingham, después de una fiesta y fue arrestado después de proporcionar una prueba de alcoholímetro. Fue acusado en junio de comparecer ante el tribunal en agosto e inicialmente le dijo a la corte que estaba en camino a comprar destornilladores para rescatar a su gato de debajo de las tablas del suelo. Debido a sus compromisos de cricket, el juicio tuvo varios aplazamientos antes de que se despejara en febrero de 2011, con el argumento de que la muestra de sangre no podía usarse como evidencia.
Swann se convirtió en un resumen de Test Match Special de la BBC en febrero de 2014.

## Estadísticas
- El título de la columna «partido» se refiere al número de partido de su carrera.

Prueba de lances de 5 wickets
| Prueba de lances de 5 wickets de Graeme Swann | Prueba de lances de 5 wickets de Graeme Swann | Prueba de lances de 5 wickets de Graeme Swann | Prueba de lances de 5 wickets de Graeme Swann | Prueba de lances de 5 wickets de Graeme Swann | Prueba de lances de 5 wickets de Graeme Swann | Prueba de lances de 5 wickets de Graeme Swann | Prueba de lances de 5 wickets de Graeme Swann |
| Nro.                                          | Figuras                                       | Partido                                       | Contra                                        | Ubicación                                     | Encuentro                                     | Año                                           | Resultado                                     |
| --------------------------------------------- | --------------------------------------------- | --------------------------------------------- | --------------------------------------------- | --------------------------------------------- | --------------------------------------------- | --------------------------------------------- | --------------------------------------------- |
| 1                                             | 5/57                                          | 3                                             | Indias Occidentales                           | Saint John, Antigua                           | Parque recreativo de Antigua                  | 2009                                          | Empate                                        |
| 2                                             | 5/165                                         | 4                                             | Indias Occidentales                           | Bridgetown, Barbados                          | Óvalo de Kensington                           | 2009                                          | Empate                                        |
| 3                                             | 5/110                                         | 13                                            | Sudáfrica                                     | Centurion, Sudáfrica                          | Parque SuperSport                             | 2009                                          | Empate                                        |
| 4                                             | 5/54                                          | 14                                            | Sudáfrica                                     | Durban, Sudáfrica                             | Kingsmead                                     | 2009                                          | Ganador                                       |
| 5                                             | 5/90                                          | 17                                            | Bangladés                                     | Chittagong, Bangladés                         | Estadio Divisional de Chittagong              | 2010                                          | Ganador                                       |
| 6                                             | 5/127                                         | 17                                            | Bangladés                                     | Chittagong, Bangladés                         | Estadio Divisional de Chittagong              | 2010                                          | Ganador                                       |
| 7                                             | 5/76                                          | 20                                            | Bangladés                                     | Gran Mánchester, Inglaterra                   | Old Trafford                                  | 2010                                          | Ganador                                       |
| 8                                             | 6/65                                          | 22                                            | Pakistán                                      | Birmingham, Inglaterra                        | Edgbaston                                     | 2010                                          | Ganador                                       |
| 9                                             | 5/62                                          | 24                                            | Pakistán                                      | Londres, Inglaterra                           | Lord's                                        | 2010                                          | Ganador                                       |
| 10                                            | 5/91                                          | 26                                            | Australia                                     | Adelaida, Australia                           | Adelaide Oval                                 | 2010                                          | Ganador                                       |
| 11                                            | 6/106                                         | 35                                            | India                                         | Londres, Inglaterra                           | Kia Oval                                      | 2011                                          | Ganador                                       |
| 12                                            | 6/82                                          | 40                                            | Sri Lanka                                     | Galle, Sri Lanka                              | Estadio Internacional de Galle                | 2012                                          | Perdedor                                      |
| 13                                            | 6/106                                         | 41                                            | Sri Lanka                                     | Colombo, Sri Lanka                            | P Sara Oval                                   | 2012                                          | Ganador                                       |
| 14                                            | 5/144                                         | 47                                            | India                                         | Motera, India                                 | Estadio Sardar Patel                          | 2012                                          | Perdedor                                      |
| 15                                            | 6/90                                          | 52                                            | Nueva Zelanda                                 | Leeds, Inglaterra                             | Headingley                                    | 2013                                          | Ganador                                       |
| 16                                            | 5/44                                          | 54                                            | Australia                                     | Londres, Inglaterra                           | Lord's                                        | 2013                                          | Ganador                                       |
| 17                                            | 5/159                                         | 55                                            | Australia                                     | Gran Mánchester, Inglaterra                   | Old Trafford                                  | 2013                                          | Empate                                        |

Prueba de lances de partidos de 10 wickets
| Prueba de lances de partidos de 10 wickets de Graeme Swann | Prueba de lances de partidos de 10 wickets de Graeme Swann | Prueba de lances de partidos de 10 wickets de Graeme Swann | Prueba de lances de partidos de 10 wickets de Graeme Swann | Prueba de lances de partidos de 10 wickets de Graeme Swann | Prueba de lances de partidos de 10 wickets de Graeme Swann | Prueba de lances de partidos de 10 wickets de Graeme Swann | Prueba de lances de partidos de 10 wickets de Graeme Swann |
| Nro.                                                       | Figuras                                                    | Partido                                                    | Contra                                                     | Ubicación                                                  | Encuentro                                                  | Año                                                        | Resultado                                                  |
| ---------------------------------------------------------- | ---------------------------------------------------------- | ---------------------------------------------------------- | ---------------------------------------------------------- | ---------------------------------------------------------- | ---------------------------------------------------------- | ---------------------------------------------------------- | ---------------------------------------------------------- |
| 1                                                          | 10/217                                                     | 17                                                         | Bangladés                                                  | Chittagong, Bangladés                                      | Estadio Divisional de Chittagong                           | 2010                                                       | Ganador                                                    |
| 2                                                          | 10/181                                                     | 41                                                         | Sri Lanka                                                  | Colombo, Sri Lanka                                         | Estadio Paikiasothy Saravanamuttu                          | 2012                                                       | Ganador                                                    |
| 3                                                          | 10/132                                                     | 52                                                         | Nueva Zelanda                                              | Leeds, Inglaterra                                          | Headingley                                                 | 2013                                                       | Ganador                                                    |

ODI de lances de 5 wickets
| One Day International de lances de 5 wickets de Graeme Swann | One Day International de lances de 5 wickets de Graeme Swann | One Day International de lances de 5 wickets de Graeme Swann | One Day International de lances de 5 wickets de Graeme Swann | One Day International de lances de 5 wickets de Graeme Swann | One Day International de lances de 5 wickets de Graeme Swann | One Day International de lances de 5 wickets de Graeme Swann | One Day International de lances de 5 wickets de Graeme Swann |
| Nro.                                                         | Figuras                                                      | Partido                                                      | Contra                                                       | Ubicación                                                    | Encuentro                                                    | Año                                                          | Resultado                                                    |
| ------------------------------------------------------------ | ------------------------------------------------------------ | ------------------------------------------------------------ | ------------------------------------------------------------ | ------------------------------------------------------------ | ------------------------------------------------------------ | ------------------------------------------------------------ | ------------------------------------------------------------ |
| 1                                                            | 5/28                                                         | 23                                                           | Australia                                                    | Chester-le-Street, Inglaterra                                | Riverside Ground                                             | 2009                                                         | Ganador                                                      |